# Patricia Quinn
Patricia Quinn, Lady Stephens, född 28 maj 1944 i Belfast på Nordirland, är en brittisk (nordirländsk) skådespelare och sångerska. Quinn är känd för sin roll som Magenta i filmen The Rocky Horror Picture Show (1975), och i pjäsen vilken den är baserad på. Hon medverkade också i dess uppföljare Shock Treatment (1981) och i The Lords of Salem (2012). 
I januari 1995 gifte sig Quinn med skådespelaren Sir Robert Stephens, som dog i november samma år. Genom det äktenskapet fick Quinn titeln Lady Stephens. 

## Filmografi i urval
- 1975 – The Rocky Horror Picture Show
- 1976 – Jag, Claudius (TV-serie)
- 1977 – A Christmas Carol (TV-film)
- 1980 – Hammer House of Horror (TV-serie)
- 1980 – Svärdet
- 1981 – Shock Treatment
- 1983 – Meningen med livet
- 1987 – Krigets skördar (TV-serie)
- 1987 – Doctor Who (TV-serie)
- 1988 – Bergerac (TV-serie)
- 1991 – The Bill (TV-serie)
- 2012 – The Lords of Salem